# Echorouk TV
Echorouk TV est une chaîne de télévision généraliste privée algérienne basée à Alger, elle appartient au journal du même nom. Le groupe a lancé une autre chaîne sous le nom Echourouk News le 19 mars 2014.

## Audience
Lors du Ramadan 2013, selon l'institut de statistiques Immar, Echourouk TV est la 1re chaîne la plus regardée par les Algériens avec 28 % de parts de marché.
Selon une étude réalisée par Media Survey en ramadan 2015, Echourouk TV est le leader du top 20 des chaînes de télévision les plus regardées par les Algériens durant ce mois, avec 56,5 % des taux d'audience[réf. nécessaire].
En décembre 2019, Echourouk TV se place en deuxième position en termes d'audimat avec 8,7 % des parts, soit 6,5 millions de téléspectateurs.

## Identité visuelle

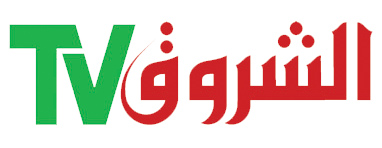
Ancien logo d'Echorouk TV (mars-juin 2012)
Ancien logo d'Echorouk TV (avril 2013-octobre 2014)
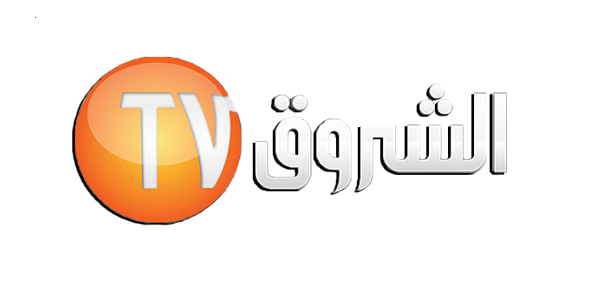
(avril 2013-janvier 2021)
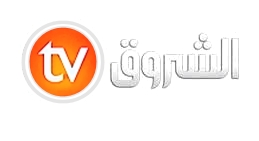
Logo à partir de janvier 2021
Logo actuel

## Mise en garde
En juillet 2020, l’Autorité de régulation de l’audiovisuel (ARAV) adresse une mise en garde à la chaîne pour avoir diffusé des contenus jugés « abêtissants et dégradants ».